# Provincia di Paita
La provincia di Piura è una delle 8 province della regione di Piura nel Perù.

## Capoluogo e data di fondazione
Il capoluogo è Paita, fondata il 17 febbraio 1588 con il nome di San Miguel di Villar.
La provincia è stata istituita il 30 marzo 1861.
Sindaco (Alcalde) (2007-2010): Alejandro Torres Vega

## Superficie e popolazione
- 1785,16 km²
- 105 151 abitanti (inei2005)

## Provincie confinanti
Confina a nord con la provincia di Talara e con la provincia di Sullana; a est con la provincia di Sullana; a ovest con l'oceano Pacifico e a sud con la provincia di Piura.

## Geografia antropica

### Suddivisioni amministrative
È divisa in sette distretti:
- Amotape
- El Arenal
- Colán
- La Huaca
- Paita
- Tamarindo
- Vichayal

## Festività
- settembre: Madonna della Mercede
- novembre: Festa di Algarrobo